# 林倬史
林 倬史（はやし たかぶみ、1944年10月23日 - ) は、日本の経営学者。学位は、経済学博士（立教大学・1991年）。立教大学名誉教授。

## 略歴
北京生まれ。青森県八戸市出身。
1968年慶應義塾大学商学部卒業。1970年同大学院商学研究科修士課程修了、1974年同博士課程単位取得満期退学。1991年「多国籍企業と知的所有権 特許と技術支配の経済学」で立教大学から経済学博士の学位を取得。
1982年福岡大学商学部専任講師、1985年助教授。1990年立教大学経済学部経営学科助教授、1992年同教授、2006年経営学部教授、2010年名誉教授。同年国士舘大学政経学部教授、2011年経営学部教授、2015-19年客員教授。2018年東京富士大学客員教授。

## 著書
- 『多国籍企業と知的所有権 特許と技術支配の経済学』（森山書店, 1989年）
- 『新興国市場の特質と新たなBOP戦略 開発経営学を目指して』（文眞堂, 2016年）

### 共編著
- 『アセアン諸国の工業化と外国企業』（小林英夫共編著 中央経済社, 1993年）
- 『技術革新と現代世界経済 技術開発・移転システムの国際比較』（菰田文男共編著, ミネルヴァ書房, 1993年）
- 『アジアの技術発展と技術移転』（陳炳富共編著, 文真堂, 1995年）
- 『技術パラダイムの経済学』（菰田文男,西山賢一共著, 多賀出版, 1997年）
- 『競争と協調の技術戦略 21世紀のIT戦略』（野口祐,夏目啓二共編著, ミネルヴァ書房, 叢書現代経営学, 1999年）
- 『IT時代の国際経営 理論と戦略』（編著, 中央経済社, 2000年）
- 『イノベーションと異文化マネジメント 新たなコンセプトを創り出す経営戦略』（監修, 林ゼミナール著, 唯学書房, 2006年）
- 『経営戦略と競争優位』（關智一,坂本義和共編著, 立教大学ビジネスデザイン研究科著, 税務経理協会, 2006年）
- 『移動するアジア 経済・開発・文化・ジェンダー』（佐久間孝正,郭洋春共編著, 明石書店, 平和・コミュニティ叢書, 2007年）
- 『ユビキタス時代の産業と企業』（井上照幸,渡邊明共編著, 野口宏,貫隆夫,秋野晶二,長井偉訓,須藤春夫,加藤英一著, 税務経理協会, 2007年）
- 『多国籍企業とグローバルビジネス』（古井仁共編, 税務経理協会, 2012年）

### 翻訳
- E.アルトファーター『世界通貨危機』（鈴木清之輔共訳, 亜紀書房, 1982年）

## 論文
- <林倬史